# Agata Jakubowska
Agata Jakubowska (ur. 1972 w Poznaniu) – polska krytyczka i historyczka sztuki, kuratorka wystaw i feministka; od 2024 profesorka nauk humanistycznych, pracuje na Uniwersytecie Warszawskim.

## Życiorys
Ukończyła studia magisterskie (1995) i doktoranckie (2000) w Instytucie Historii Sztuki Uniwersytetu im. A. Mickiewicza w Poznaniu. Na podstawie rozprawy doktorskiej opublikowała książkę Na marginesach lustra. Ciało kobiece w pracach polskich artystek. Habilitację uzyskała w 2008 na podstawie książki Portret wielokrotny dzieła Aliny Szapocznikow. W  latach 1998-2007 roku prowadziła zajęcia z zakresu gender studies na Uniwersytecie Warszawskim. Przez 21 lat pracowała w Uniwersytecie im. Adama Mickiewicza w Poznaniu (2000-2021), w latach 2009-2020 kierując Zakładem Historii Sztuki Nowoczesnej. Zrealizowała tam projekt Historia wystaw sztuki kobiet w Polsce (zespół badawczy: dr hab. Agata Jakubowska, prof. UAM, mgr Joanna Bojda (do lutego 2015), mgr Luiza Kempińska (od marca 2015), mgr Karolina Rosiejka, mgr Karolina Staszak). Od 2021 pracuje w Instytucie Historii Sztuki w Uniwersytecie Warszawskim, gdzie realizuje projekt badawczy Globalizowanie historii wystaw sztuki kobiet (2021-2025). Razem z prof. Andreą Giuntą (Uniwersytet w Buenos Aires) prowadzi również seminarium badawcze Narrating Art and Feminism. Eastern Europe and Latin America. Jest członkinią zespołu redakcyjnego Avant-Garde Critical Studies (Brill) oraz członkinią międzynarodowego zespołu TEAM (Teaching, E-learning, Agency, Mentoring) prowadzonego przez AWARE (Archives of Women Artists Research & Exhibitions).
Brała udział w kursach Central European University w Budapeszcie; odbyła czteromiesięczny pobyt naukowy w Wielkiej Brytanii w University of London pod opieką naukową dr Lyndy Nead i w University of Leeds pod opieką prof. Griseldy Pollock. 
Należy do wielu organizacji zrzeszających krytyków i  historyków sztuki, m.in. do Sekcji Polskiej Międzynarodowego Stowarzyszenia Krytyków Sztuki AICA, College Art Association, Stowarzyszenia Historyków Sztuki, European Network for AvantGarde and Modernism Studies. Była członkinią redakcji pisma „Czas Kultury”. 
Kuratorka m.in. wystawy zbiorowej Maskarady (CSW Inner Spaces, Poznań 2001) i indywidualnej wystawy prac Doroty Nieznalskiej (Stary Browar, Poznań, 2005). W 2005 razem z Markiem Wasilewskim przygotowała wystawę „Czas Kultury” (Galeria Arsenał, Poznań, Galeria Program, Warszawa). W 2009 z Joanną Mytkowską była kuratorką wystawy Aliny Szapocznikow Niezgrabne przedmioty. Alina Szapocznikow oraz Maria Bartuszová, Pauline Boty, Louise Bourgeois, Eva Hesse i  Paulina Ołowska w Muzeum Sztuki Nowoczesnej w Warszawie. W 2016 przygotowała wystawę Izabella Gustowska. Nowy Jork i dziewczyna (Art Stations Gallery, Poznań).
Jest autorką licznych tekstów o sztuce i kulturze współczesnej. Jej publikacje to pionierskie na polskim gruncie implikacje teorii feminizmu korporalnego do sztuki polskich artystek. Do jej naukowych zainteresowań należą: sztuka kobiet XX i XXI wieku, feminizm, historia i  krytyka sztuki, perspektywy gender i  queer w  badaniach nad sztuką i  kulturą wizualną.
W 2022 wydała książkę Sztuka i emancypacja kobiet w socjalistycznej Polsce. Przypadek Marii Pinińskiej-Bereś.

## Publikacje
- Agata Jakubowska: Sztuka i emancypacja kobiet w socjalistycznej Polsce. Przypadek Marii Pinińskiej-Bereś. Warszawa: Wydawnictwa Uniwersytetu Warszawskiego, 2022. ISBN 978-83-235-5647-3. Brak numerów stron w książce
- Agata Jakubowska: Portret wielokrotny dzieła Aliny Szapocznikow. Poznań: Wydawnictwo Naukowe UAM, 2008, s. 250. ISBN 978-83-232184-1-8.
- Agata Jakubowska: Na marginesach lustra. Ciało kobiece w pracach polskich artystek. Kraków: Wydawnictwo Universitas, 2005, s. 194. ISBN 83-242-0284-6.